# 海の国第1王朝
海の国第1王朝（うみのくにだい1おうちょう、バビロン第二王朝）は、紀元前1732年頃 - 紀元前1460年頃にメソポタミア地方にあった王朝。

## 概要
チグリス川とユーフラテス川の河口付近の湿地帯にあったとされる。
バビロン第1王朝の衰退に乗じて離反し、バビロニア南部を掌握した。正確な範囲は不明だが、その支配地域はかつてシュメールの諸都市国家が割拠していた領域に重なると見られる。
王たちの名前はアッシリアやバビロニアの王名表に現れるが、この王朝に関する記録は極端に少ないため、具体的な歴史などは明らかになっていない。
王たちはシュメール語風の名前を持っている者が多く、バビロン第1王朝が勃興する以前にメソポタミア南部を支配したイシンの繁栄に対してもある種の憧れを抱いていたらしいことが窺える。一方で、住民らはアッカド風の名を持ち、行政文書もアッカド語で書かれたとされる。
後にカッシートに敗れ、メソポタミア南部の覇権を失ったとされる。